# سگ (فیلم)
«سگ» (انگلیسی: The Dog (film)) یک فیلم به کارگردانی تاد فیلد است که در سال ۱۹۹۲ منتشر شد. از بازیگران آن می‌توان به تاد فیلد اشاره کرد.